# 埃尔克维尔
埃尔克维尔（法語：Herqueville，法語發音：[ɛʁkəvil]）是法国厄尔省的一个市镇，属于莱桑德利区。

## 地理
埃尔克维尔（49°14'40"N, 1°15'45"E）面积3.76 平方千米，位于法国诺曼底大区厄尔省，该省份为法国北部内陆省份，北起滨海塞纳省，西接奧恩省和卡爾瓦多斯省，南至厄尔-卢瓦省，东临瓦兹省、瓦兹河谷省和伊夫林省。
与埃尔克维尔接壤的市镇（或旧市镇、城区）包括：昂代、科内勒、瓦特维尔附近多伯夫、米伊、波特德塞纳。

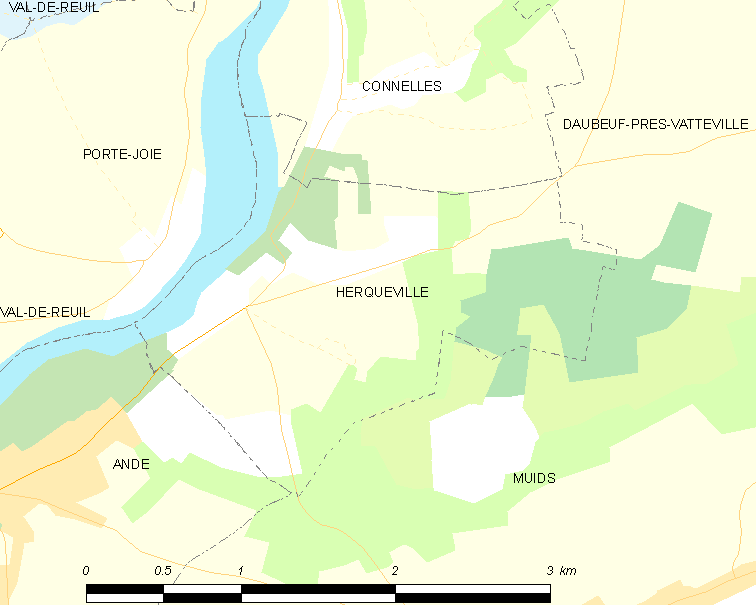
埃尔克维尔的OSM定位图

埃尔克维尔的时区为UTC+01:00、UTC+02:00（夏令时）。

## 行政
埃尔克维尔的邮政编码为27430，INSEE市镇编码为27330。

## 政治
埃尔克维尔所属的省级选区为瓦勒德勒伊县。

## 人口

1962-2008年间埃尔克维尔人口变化图示

埃尔克维尔于2022年1月1日时的人口数量为125人。